# Calgary Philharmonic Orchestra
La Calgary Philharmonic Orchestra è un'orchestra con sede a Calgary, Alberta, Canada. L'orchestra dà la maggior parte delle sue esibizioni nella Jack Singer Concert Hall presso Arts Commons. È anche l'orchestra residente per la Calgary Opera, l'Alberta Ballet Company e l'Honens International Piano Competition.

## Storia
L'Orchestra ha una storia relativamente breve, iniziata nel 1910 con la fondazione della Prima Calgary Symphony da parte del violinista A.P. Howell. Nel 1947 la New Calgary Symphony fu formata da Clayton Hare con membri della Mount Royal Orchestra e della precedente Calgary Symphony.
Nel 1955, il direttore d'orchestra olandese Henry Plukker creò l'Alberta Philharmonic, che nello stesso anno si fuse con la Calgary Symphony. Il nuovo nome per l'orchestra combinata era la Calgary Philharmonic Orchestra. Preludio, la rivista del programma dell'orchestra, iniziò la sua pubblicazione nell'ottobre del 1975 e continua ad essere il programma ufficiale di concerti. L'Orchestra presenta spesso il Coro Filarmonico di Calgary, un coro di oltre 120 membri.
Nel 2001 la direzione dell'orchestra iniziò un arresto temporaneo del lavoro e gli stipendi dei suonatori furono ridotti in media del 20 percento. Nel 2002 l'orchestra dichiarò bancarotta. Nel 2003 l'orchestra uscì dall'amministrazione controllata e Mike Bregazzi divenne il loro CEO e presidente. Si ritirò da questi posti nel 2005. Ann Lewis Luppino divenne il successivo amministratore delegato dell'orchestra. Lewis Luppino si ritirò a giugno 2015 e Paul Dornian fu nominato nuovo presidente e CEO.
Hans Graf, direttore musicale dal 1994 al 2003, è attualmente direttore musicale dell'orchestra. Roberto Minczuk, che è stato nominato alla carica nel luglio 2005, è stato direttore musicale dal 2006 al 2016. Minczuk ora ha il titolo di direttore musicale laureato, condiviso con Graf.
A marzo 2016 Rune Bergmann fece la sua prima apparizione come direttore ospite dell'orchestra. Sulla base di questa sua presenza nel luglio 2016 l'orchestra nominò Bergmann suo prossimo direttore musicale, a valere dalla stagione 2017-2018.

## Diretta streaming
La CPO ha iniziato a trasmettere in streaming alcuni dei loro concerti durante la stagione 2017/2018.

## Direttori musicali
- Henry Plukker  (1955–1962)
- Haymo Taeuber  (1963–1968)
- José Iturbi  (1968–1969)
- Maurice Handford  (1970–1975)
- Arpad Joó  (1977–1984)
- Mario Bernardi (1984–1992)
- Hans Graf (1995–2003)
- Roberto Minczuk (2006–2016)
- Rune Bergmann (2017 – )

## Registrazioni
L'orchestra ha realizzato oltre 10 registrazioni per CBC Records, inclusi i seguenti lavori:
- Concerti per pianoforte di Bartok, Prokofiev e Malcolm Forsyth (Jane Coop, pianoforte / Mario Bernardi, Direttore)
- Concerti per pianoforte di Franz Liszt (Janina Fialkowska, pianoforte)
- Concerti per Violoncello di Elgar e Saint-SaëNs (Shauna Rolston, Violoncello)
- Mozart - 12 Ouverture (Mario Bernardi, Direttore d'Orchestra)
- Mendelssohn - Sinfonie 1 e 5 (Mario Bernardi, Direttore)
- Schumann - Sinfonie n. 1, 2, 3 e 4 (Mario Bernardi, Direttore)
- Mahler - Sinfonia n. 1 (Hans Graf, Direttore Musicale)
- ČAjkovskij - Concerto per pianoforte N. 1 Con Pavel Kolesnikov (Roberto Minczuk, Direttore Musicale e Pavel Kolesnikov, pianoforte)
- Rapsodia in Blu: Il Meglio di George Gerswhin (Roberto Minczuk, Direttore Musicale)
- Sinfonie di Beethoven n. 1 e 3 (Roberto Minczuk, Direttore Musicale)
- Sinfonie di Beethoven n. 5 e 8 (Roberto Minczuk, Direttore Musicale)